# Tomás Escalante
Tomás de Escalante y Corella (n. Chinapa, Arizpe, Sonora, 1746 - f. Hermosillo, Sonora, 23 de mayo de 1848) Gobernador del Estado de Sonora. Nació en el pueblo de Chinapa en 1746, hijo de Juan Antonio Escalante y Loreto Corella, fue carpintero y armero y antes de la consumación de la independencia desempeñó los empleos de subdelegado de las Cuatro Causas, tesorero de las Cajas Reales y Protector de los Indios. Diputado del Congreso Constituyente del Estado de Occidente en 1824, nuevamente desempeñó este cargo en la Legislatura de Sonora y tomó posesión del Poder Ejecutivo el 15 de marzo de 1831 con carácter de gobernador suplente. Estuvo en funciones hasta el 10 de mayo siguiente y fue, por consiguiente, el primer gobernador de Sonora. Fue el padre de los señores José Escalante y Moreno y Julián Escalante y Moreno, quienes también fueron depositarios del Poder Ejecutivo, y del obispo don Juan Francisco Escalante y Moreno. Murió en Hermosillo el 23 de mayo de 1848.